# Ульбрихт, Росс
Росс Уильям Ульбрихт (род. 27 марта 1984, Остин, США; англ. Ross William Ulbricht), также известный как Dread Pirate Roberts — владелец анонимной электронной торговой площадки Silk Road, арестованный по обвинениям в наркоторговле, хакерских атаках и сговоре с целью отмывания денег. C 28 мая 2015 года по 22 января 2025 года отбывал пожизненное заключение, был помилован президентом США Дональдом Трампом.

## Ранняя жизнь и образование
Росс Ульбрихт был бойскаутом и достиг звания Eagle Scout. Он учился в средней школе West Ridge и старшей школе Westlake, обе из которых находятся в школьном округе Eanes Independent School District в пригороде Остина. В 2002 году он окончил старшую школу.
Ульбрихт поступил в Техасский университет в Далласе на полную академическую стипендию и в 2006 году получил степень бакалавра по физике. Затем он получил дополнительную стипендию для обучения в Пенсильванском государственном университете, где участвовал в магистерской программе по материаловедению и инженерии, изучая кристаллографию. К моменту окончания магистратуры Росс заинтересовался либертарианской экономической теорией, придерживался политической философии Людвига фон Мизеса, поддерживал Рона Пола, продвигал агоризм и участвовал в университетских дебатах, где обсуждал свои экономические взгляды.
В 2009 году окончил Пенсильванский государственный университет и вернулся в Остин. Он пробовал заниматься дневной торговлей на бирже и основал компанию по разработке видеоигр, но ни одно из этих начинаний не увенчалось успехом. В конечном итоге он объединился со своим другом Донни Палмтри, чтобы помочь создать интернет-магазин подержанных книг под названием Good Wagon Books.

## Взгляды
Уильям неоднократно заявлял о своих либертарианских взглядах и критиковал государственные экономические регуляции.

## Silk Road
Silk Road являлся анонимной торговой площадкой для распространения психоактивных веществ и других нелегальных товаров и услуг. Сайт работал как скрытый сервис Tor и использовал электронную валюту Bitcoin в качестве средства платежа. В интервью журналу Forbes Росс утверждал, что не является создателем сайта, а купил Silk Road у оригинального автора, который при судебном иске был указан им как Марк Карпелес, основатель биткойн-биржи Mt.Gox. Однако, согласно отчёту ФБР, именно Росс создал и поддерживал работу магазина несмотря на то, что долгое время Карпелес подозревался следователями Министерством внутренней безопасности.

## Арест и суд

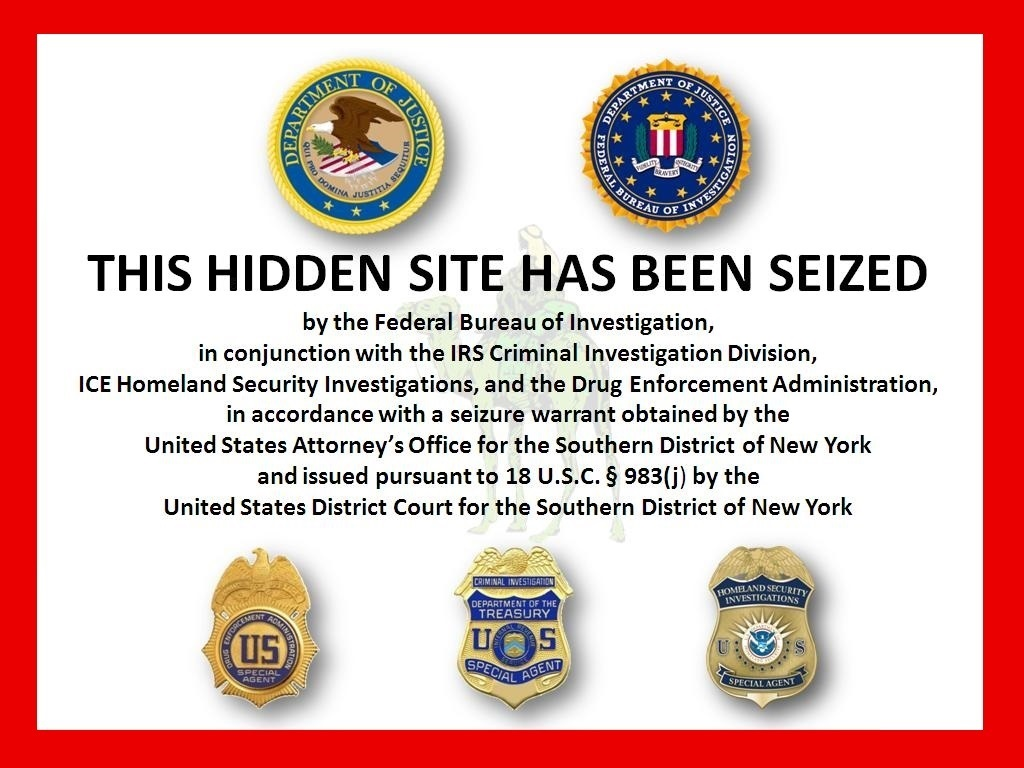
Изображение, размещённое на Silk Road после ареста Уильяма Росса Ульбрихта

2 октября 2013 года Росс Уильям Ульбрихт (Dread Pirate Roberts) был арестован в Сан-Франциско в библиотеке. При аресте Ульбрихт пользовался своим лаптопом и был авторизован на сайте Silk Road как главный администратор. Ему было предъявлено обвинение в наркоторговле, хакерских атаках и сговоре с целью отмывания денег. Агенты начали подозревать Ульбрихта после того, как нашли на различных форумах посты, рекламирующие сайт Silk Road и опубликованные под псевдонимом altoid. Тот же псевдоним altoid ранее был использован в объявлении для программистов, которым предлагалась работа над «биткойн бизнес-проектом», и в этом объявлении использовался электронный почтовый адрес с именем Ульбрихта. Затем, благодаря обнаруженной канадским правительством посылке с девятью поддельными документами, отправленной в Сан-Франциско, которые Ульбрихт планировал использовать с целью аренды серверов для Silk Road, агенты смогли установить его место жительства. По версии ФБР, Ульбрихт заказал и оплатил до шести убийств пользователей сайта, которых подозревал в краже и шантаже, однако установить существование жертв не удалось. Обвинение также аргументировало, что несмотря на идеологические мотивы, Ульбрихт был очень заинтересован в деньгах и готовил возможный побег из США в налоговое убежище. Следствие показало, что Ульбрихт знал, что среди клиентов сайта были сильно зависимые, о чём позволял себе шутить в своей личной переписке с сотрудниками сайта.
20 мая 2015 года Росс Уильям Ульбрихт признан виновным в торговле наркотиками в особо крупном размере, а также в сговоре с целью отмывания средств и в хакерской деятельности. Итоговый приговор содержал 2 пожизненных срока, а также 20, 15 и 5 лет заключения по отдельным эпизодам.
21 января 2025 года был освобождён и помилован президентом США Дональдом Трампом, который прокомментировал ситуацию, опубликовав пост на Truth Social :

"Я только что позвонил матери Росса Уильяма Ульбрихта, чтобы сообщить ей, что в честь нее и либертарианского движения, которое так сильно поддерживало меня, я с удовольствием подписал полное и безоговорочное помилование ее сына Росса. Подонки, которые пытались осудить его, были одними из тех же сумасшедших, которые в наши дни использовали правительство в качестве оружия против меня. Ему дали два пожизненных срока плюс 40 лет заключения. Смешно!"

## Упоминания в культуре
- Фильм «Глубокая паутина» (2015)
- Фильм «Асоциальная сеть» (2020)